# Ягідня
Я́гідня (давні назви — Ягоня, Ягунін) — село в Україні, у Кам'янка-Бузькій міській громаді, Львівського району Львівської області. До 2020 року села Зубів Міст, Грушка, Обидів, Рожанка та Ягідня підпорядковувалося Зубівмостівській сільській раді, нині орган місцевого самоврядування — Кам'янка-Бузька міська рада. Населення становить 260 осіб.

## Географія
Село Ягідня розташоване за 45 км від обласного центру, 45 км від районного центру та 4 км від адміністративного центру міської громади. За 3 км знаходиться найближча залізнична станція Батятичі.
Вулиці
У селі Ягідня налічується 4 вулиці.
- Бічна Кібельна
- Газова
- Кібельна
- Сонячна

## Населення
1900 року у селі мешкало 146 осіб, з них: 6 українців та 140 поляків, 1921 року — 145 осіб, з них: 13 українців та 132 поляки. Станом на 1 січня 1939 року у селі мешкало 140 осіб, з них: 20 українців, 40 поляків та 80 німецьких колоністів. За даними всеукраїнського перепису населення 2001 року у селі мешкало 248 осіб, у 2021 році — 260 осіб.
Мова
Розподіл населення за рідною мовою за даними перепису 2001 року був наступним:
| українська | 248 | 100,00 |

## Історія
Село Ягідня, яке раніше мало назву Ягоня або Ягунін, вважається заснованим 1550 року, проте це, швидше за все, стосується лише присілка села Обидів, на якому у 1803-1804 роках місцевий власник Йосиф Мієр оселив німців-католиків з південної Моравії, назвавши утворене таким чином поселення зменшувально-пестливим ім'ям дочки Ядвіги.

## Пам'ятки, визначні місця

### Каплиця святого великомученика Димитрія
Каплиця святого великомученика Димитрія розташована у центрі села на місці попередньої каплиці, яка, на жаль, не збереглася. Вперше у шематизмах Львівської архідієцезії філіальна мурована каплиця в Ягоні згадується 1910 року, коли чисельність римо-католицької парафії у селі становила близько 170 вірних. Місцеві католики латинського обряду належали до парафії Успіння Пресвятої Діви Марії у Кам'янці Струмиловій. Наприкінці 1930-х років кількість католиків латинського обряду в Ягоні зменшилася до 130 осіб. Після другої світової війни радянська влада, ймовірно, використовувала храм як складське приміщення. Пізніше колишню римсько-католицьку святиню у суттєво зруйнованому стані отримали греко-католики. 1997 року стараннями о. декана Володимира Касіяна та парафіян відновили її як каплицю святого великомученика Димитрія. Нині церква перебуває у користуванні місцевої релігійної громади Сокальсько-Жовківської єпархії Української греко-католицька церкви парафії святого великомученика Димитрія.
Парохи, які обслуговували каплицю:
- 1994—1996 роки — о. Володимир Касіян;
- з 1997 року — о. Роман Притула.

## Відомі люди
Народилися
- Ханас Андрій Петрович (нар. 1984) — український футболіст.